# Jamsrangijn Jondon
Jamsrangijn Jondon (en mongol: Жамсрангийн Ёндон) fue un líder militar mongol y ministro de Defensa de la República Popular de Mongolia de 1982 a 1989. Muchas de las reformas del Ejército Popular de Mongolia de 1965 a 1989 fueron iniciadas por el general.

## Biografía
Jamsrangijn Jondon nació en 1923 en Mönkhkhaan, provincia de Sühbaatar, en el Monasterio de Erdene Gunii. En 1940, a la edad de 17 años, se ofreció como voluntario para el servicio militar y trabajó como soldado y teniente en el 15.° Cuerpo de Caballería de la 6.° División de Caballería en la provincia de Dornod.
Participó en la Segunda Guerra Mundial como diputado político de Suman. Fue elegido repetidamente para el Congreso Popular de la República Popular de Mongolia. En 1945 comandó por primera vez un desfile militar en la capital. De 1950 a 1955, los estudiantes de la Escuela de Oficiales que lleva el nombre del general Damdin Süjbaatar sirvieron como Guardias de Honor de la nación. Durante este período participó en las visitas de Estado de más de diez invitados de Asia y Europa que asistieron al 30.º aniversario de la Revolución Popular en 1951.
En 1955, Jondon, que entonces era capitán, fue nombrado primer comandante de la Guardia de Honor del Estado de Mongolia, sus colegas lo conocían popularmente como «Informe Jondon». También fue el primero en recibir la Orden de la Estrella Polar por su papel como Comandante de la Guardia de Honor en la ceremonia.
En la década de 1960, era uno de los generales más jóvenes de Mongolia, realizó sus estudios en la Unión Soviética en la Academia Militar del Estado Mayor de las Fuerzas Armadas de la URSS. De 1971 a 1974 fue Jefe del Estado Mayor General del Ejército Popular de Mongolia. En 1982, fue designado para el cargo de Ministro de Defensa, después de la renuncia de Jarantyn Avkhia y poco después ascendido al rango de coronel general. El 24 de octubre de 1987, después de más de 20 años de investigación y preparativos, tuvo lugar la solenme ceremonia inaugural del Museo Militar de Mongolia en presencia del general Jamsrangijn Jondon y del Secretario General Jambyn Batmönkh. En 1988, fue elegido delegado al XIX Congreso del Partido del Pueblo de Mongolia y fue destituido al año siguiente.

## Legado
Existe un monumento y un complejo conmemorativo en su honor en el centro de su provincia natal de Sukhbaatar (situado en la ciudad de Baruun-Urt). Su antigua unidad, ahora ampliada a la Unidad Militar 032, fue renombrada en su honor.

## Condecoraciones
A lo largo de su carrera Jamsrangijn Jondon recibió las siguientes condecoraciones:
- Orden de Süjbaatar, dos veces
- Orden de la Bandera Roja (Mongolia), tres veces
- Orden al Mérito Militar (Mongolia), tres veces
- Orden de la Estrella Polar (Mongolia)
- Orden de la Bandera Roja (Unión Soviética)
- Orden de la Revolución de Octubre (Unión Soviética)